# Chaetura
Chaetura Stephens, 1826 è un genere di uccelli della famiglia Apodidae.

## Tassonomia
Il genere comprende le seguenti specie:
- Chaetura martinica – (Hermann, 1783)  —   rondone codaspinosa delle Antille, rondone delle Piccole Antille
- Chaetura spinicaudus –Chaetura spinicauda  (Temminck, 1839) —   rondone codafasciata, rondone codaspinosa fuligginoso
- Chaetura fumosa – Salvin, 1870  —   rondone del Costarica
- Chaetura egregia – Todd, 1916  —   rondone codaspinosa groppone bianco, rondone groppachiara
- Chaetura cinereiventris – Sclater, 1862  —   rondone codaspinosa groppone grigio, rondone groppagrigia
- Chaetura vauxi – (Townsend, 1839)  —   rondone codaspinosa di Vaux, rondone di Vaux
- Chaetura meridionalis – Hellmayr, 1907 	  —   rondone di Sixk
- Chaetura pelagica – (Linnaeus, 1758)  —   rondone codaspinosa dei camini, rondone dei camini
- Chaetura chapmani – Hellmayr, 1907 		   —   rondone codaspinosa di Chapman, rondone di Chapman
- Chaetura viridipennis – Cherrie, 1916   —   rondone amazzonico
- Chaetura brachyura – (Jardine, 1846)  —   rondone codacorta, rondone codaspinosa codacorta